# Moratgi, Sindgi
Moratgi là một làng thuộc tehsil Sindgi, huyện Bijapur, bang Karnataka, Ấn Độ.